# Debeluh (bomba)
Debeluh (angleško Fat Man) je ime atomske bombe, ki so jo dne 9. avgusta 1945 ZDA odvrgle na japonsko mesto Nagasaki. Moč eksplozije je bila okrog 20 kiloton in je ob eksploziji po ocenah povzročila približno 40.000 smrtnih žrtev in 25.000 ranjenih (kasneje je več tisoč ljudi umrlo tudi zaradi posledic sevanja). Kot jedrsko gorivo je bil uporabljen plutonij 239.

## Zasnova
Atomska bomba Debeluh je za razliko od bombe Deček, ki so jo odvrgli na Hirošimo, uporabljala implozijski princip delovanja. Implozijski princip temelji na enakomernem stiskanju krogle jedrskega goriva s pomočjo eksplozivnih leč, kar poveča njegovo gostoto, s čimer masa plutonija iz rahlo podkritične postane nadkritična. S tem se ob dodajanju nevtronov iz nevtronskega izvora (pri tej bombi nameščen v sredino plutonijeve krogle in se aktivira ob stiskanju) sproži verižna reakcija. Plutonijevo jedro je bilo obdano z oklepom osiromašenega urana, ki je deloval kot nevtronski reflektor (to omogoča zmanjšanje potrebne količine plutonija) in debelim oklepom iz aluminija, ki je pomagal pri oblikovanju udarnega vala eksplozivnih leč.
Ravno zaradi te zasnove je imela bomba dvakrat večji premer kot bomba Deček, masa pa je bila le nekoliko večja. Implozijski princip je bil smatran kot edini uporaben način za izdelavo plutonijeve jedrske bombe, saj je hitrost pretvorbe kritične mase plutonija v nadkritično veliko hitrejša, kot pri topovskem principu in tako omogoča zmanjšanje vpliva nečistoč v plutoniju (predvsem izotopa Pu-240), ki bi pri topovski zasnovi lahko povzročile predčasno verižno reakcijo in s tem manjšo moč, kot bi bilo možno.
Implozijski princip je bil takrat nov, zato so bile pri njegovi zasnovi uporabljene tudi nekatere takrat nove tehnologije:
- Uporabljeni so bili vžigalniki z eksplozivno žico, ki se od običajnih razlikujejo po tem, da za vžig potrebujejo vir visoke napetosti, vendar imajo v primerjavi z običajnimi zelo majhno zakasnitev, kar je nujno za čim bolj sočasno detonacijo vseh eksplozivnih leč, ki stisnejo kroglo plutonija. Eksplozivne leče so bile komplicirane, vendar še danes omogočajo zadosti enakomerno stiskanje jedrskega goriva, da orožje sploh deluje. Brez eksplozivnih leč bi plutonij ob stiskanju spolzel iz jedra.

- Princip eksplozivnih leč je zahteval pravilno zasnovo (glede dimenzij in uporabe prave kombinacije hitrega in počasnejšega eksploziva), da bi se doseglo čim bolj homogeno stiskanje jedra. Zato je bilo potrebnih veliko testov in natančna izdelava. Debeluh je vseboval kar 32 eksplozivnih leč, ki so tvorile vzorec nogometne žoge, eksplozivne leče pa so zahtevale približno 3 t eksploziva.

Princip implozije so že pred bombardiranjem Nagasakija raziskali s pomočjo preizkusne jedrske eksplozije v Novi Mehiki 16. julija 1945 (poskus Trinity), saj je bil tak princip delovanja nov in precej bolj kompliciran, kot princip delovanja atomske bombe Deček. Ravno zato so znastveniki, ki so delali na projektu atomske bombe, želeli preveriti delovanje tega principa pred dejansko uporabo v vojni. 
Implozijski princip je bil dovolj uspešen, da se je v izpopolnjeni obliki uveljavil tudi pri kasnejšem jedrskem orožju. Tudi prvo jedrsko orožje Sovjetske zveze je bilo zasnovano na enak način, kot Debeluh. 
Kasnejše izpeljanke implozijskega proncipa so težile k izboljšanju izkoristka jedrskega materiala in poenostavitvi konstrukcije. V ta namen se je težilo k zmanjšanju potrebne količine jedrskega goriva in števila eksplozivnih leč. Moderne konstrukcije naj bi uporabljale le dve eksplozivni leči in izboljšane načine oblikovanja udarnega vala, kar omogoča miniaturizacijo.